# Carlos Pedroso
Carlos Alberto Pedroso Curiel (?, 1967. január 28. – Cienfuegos, 2024. december 25.) világbajnok, olimpiai bronzérmes kubai párbajtőrvívó.